# فرودگاه شهری منزفیلد
فرودگاه شهری منزفیلد (به انگلیسی: Mansfield Municipal Airport) یک فرودگاه همگانی است که یک باند فرود آسفالت دارد و طول باند آن ۱۰۶۷ متر است. این فرودگاه در شهر منسفیلد، ماساچوست کشور ایالات متحده آمریکا قرار دارد و در ارتفاع ۳۷٫۲ متری از سطح دریا واقع شده‌است.